# Roderigo Lopez
Roderigo Lopez també citat com Rodrigo Lopez (Crato, Regne de Portugal, c. 1525 - Tyburn, 7 de juny de 1594) fou metge de la reina Elisabet I d'Anglaterra i espia al servei d'aquesta, de Felip II d'Espanya i d'Antoni, prior de Crato.
Nascut a Portugal d'ascendència jueva, el 1559 es va assentar a Anglaterra, on ràpidament va aconseguir prestigi en l'exercici de la medicina, malgrat els prejudicis racials i la gelosia professional dels seus col·legues de professió; va treballar a l'Hospital de Saint Bartholomew de Londres, col·legiat des de 1570 i metge d'alguns importants personatges de la noblesa anglesa, entre ells Francis Walsingham i Robert Dudley. El 1586 va ser nomenat cap mèdic de la reina Elisabet d'Anglaterra, de qui el 1589 va aconseguir l'exclusivitat en la importació d'anís i sumac.
En els seus anys al servei d'Elisabet I es va veure embolicat en una trama d'espionatge en la qual Felip II d'Espanya va intentar assassinar la reina anglesa, en el transcurs de la guerra angloespanyola de 1585-1604. La conspiració fou descoberta pels serveis d'intel·ligència de Robert Devereux, II comte d'Essex i López va ser arrestat, sentenciat a mort al febrer de 1594, i executat penjat de la forca i esquarterat al juny del mateix any. Alguns erudits consideren que el seu judici i execució va inspirar William Shakespeare en El mercader de Venècia.